# Еланка (Омская область)
Ела́нка — деревня в Усть-Ишимском районе Омской области. Входит в состав Пановского сельского поселения.

## История
В 1928 года деревня состояла из 54 хозяйств, основное население — русские. В административном отношении являлась центром Еланского сельсовета Усть-Ишимского района Тарского округа Сибирского края.

## Население
| 1926 | 2010 |
| ---- | ---- |
| 300  | ↘4   |

## Улицы
- ул. Ермака,
- ул. Советская,
- ул. Трудовая.